# Laetitia Velma
Pour les articles homonymes, voir Velma.
 (juin 2017).
Laetitia Velma est une auteur-compositeur-interprète française.
Son premier album Les Eaux profondes, a été produit et arrangé en 2011 par Dominique A et enregistré par des musiciens issus de la pop belge (Pierre Jacquemin de Venus, Julien Paschal de Sharko et Denis Wielemans de Girls in Hawaii).

## Biographie
Laetitia Velma commence à étudier le piano à 12 ans. Elle s'initie à la musique dans une école de musique pendant cinq ans. Après avoir été comédienne de théâtre, Lætitia retourne à la musique.
Influencée par la scène new wave, Arcade Fire, Antony and the Johnsons, El Perro del Mar, elle fait ses débuts sur la scène franco-belge.
Elle est la compagne de Dominique A et la mère de leur fils Orson né en 2015.

## Collaborations
En 2006, elle collabore sur l'album L'Horizon de Dominique A, et co-compose deux de ses chansons, Adieu Alma et Antaimoro. Les deux artistes renouvellent une collaboration en 2015 avec Au revoir mon amour pour l'album Eléor.

## Les Eaux profondes
L'album mélange mélodies au piano, airs pop-rock et musique hypnotique. Les textes, eux, sont très personnels : « J'écris la plupart des textes en écriture automatique à la bordure du conscient. Ce qui en ressort est donc inconscient », explique-t-elle.
Les Eaux profondes a reçu de bonnes critiques notamment celles de L'Express : « Une aventure introspective dans un univers sensuel et onirique ».
L'artiste part en tournée en groupe avec les musiciens qui ont enregistré le disque pour une cinquantaine de dates à travers la France et la Belgique, dont celles aux Nuits Botaniques et au Brussel Summer Festival.
L'album rencontre un joli succès en Espagne. El País qualifie ces titres de « morceaux pop énergiques et accrocheurs, sauvage et poétique avec des paysages sonores universels ». Elle signe avec le label Green Ufos pour une tournée dans les principales villes, avec un passage au South Pop Festival et un concert en live sur Radio 3.

## Cinq lunes
En mars 2017, la pianiste et chanteuse a présenté son nouvel album Cinq lunes pour l'ouverture du festival Variations au Lieu unique à Nantes, l'occasion de « se laisser porter par le souffle mélodique de ses nouveaux morceaux et s'y perdre, comme dans une balade hors des chemins balisés ».

## Discographie
| Titre              | Tracklisting | Date de sortie | Label                                    | Format |
| ------------------ | --- | -------------- | ---------------------------------------- | ------ |
| Retournez-vous     | 1. Le Pays étranger 2. Retournez-vous 3. Avant que tout s'effondre 4. Les Cheveux et les Larmes | 2011           | Les Disques d'Avril                      | EP     |
| Les Eaux profondes | 1. Les Eaux profondes 2. Le Pays étranger 3. Au-delà 4. Retournez-vous 5. Mon cœur 6. Avant que tout s'effondre 7. Le Chemin 8. Mens-moi encore 9. Le Supplice de l'été 10. Le Temps et les Cœurs 11. Les Cheveux et les Larmes 12. J'ai beaucoup retrouvé | 2011           | A.M. Prod / Wagram / Les Disques d'Avril | Album  |
| Cinq lunes         | 1. Échos 2. Éclipse 3. Come back to me 4. Énigme 5. Ensemble 6. Polka russe 7. Forêts 8. In the dark 9. Hymne du vent 10. Résonance 11. I can't describe 12. L'Eau 13. Aube                                                                                | 2017           | Les Disques d'Avril                      | Album  |